# Rudolf Leptien

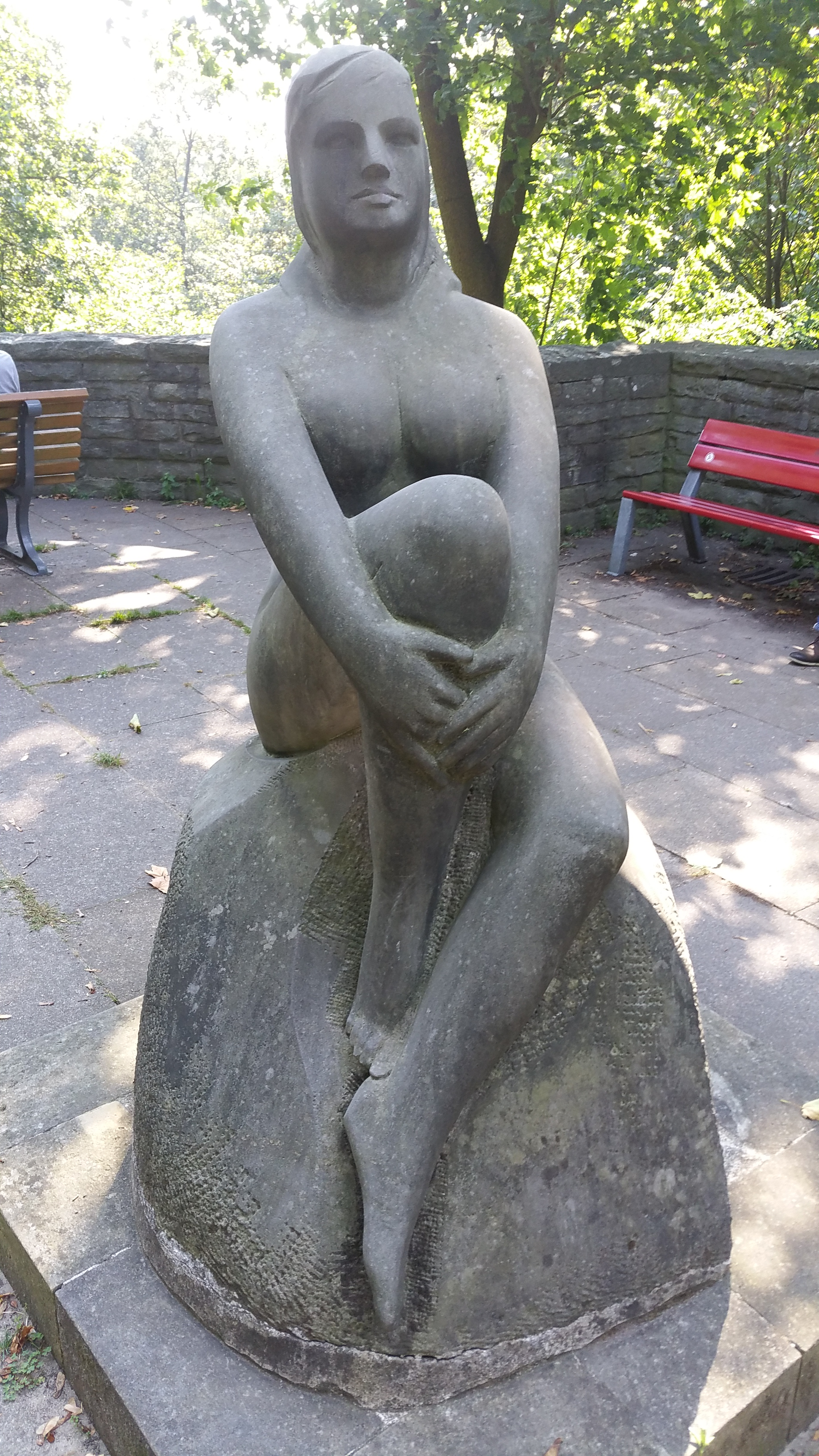
Steinskulptur „Sitzender Akt“ von Rudolf Leptien in Berlin-Kladow, ca. 1935

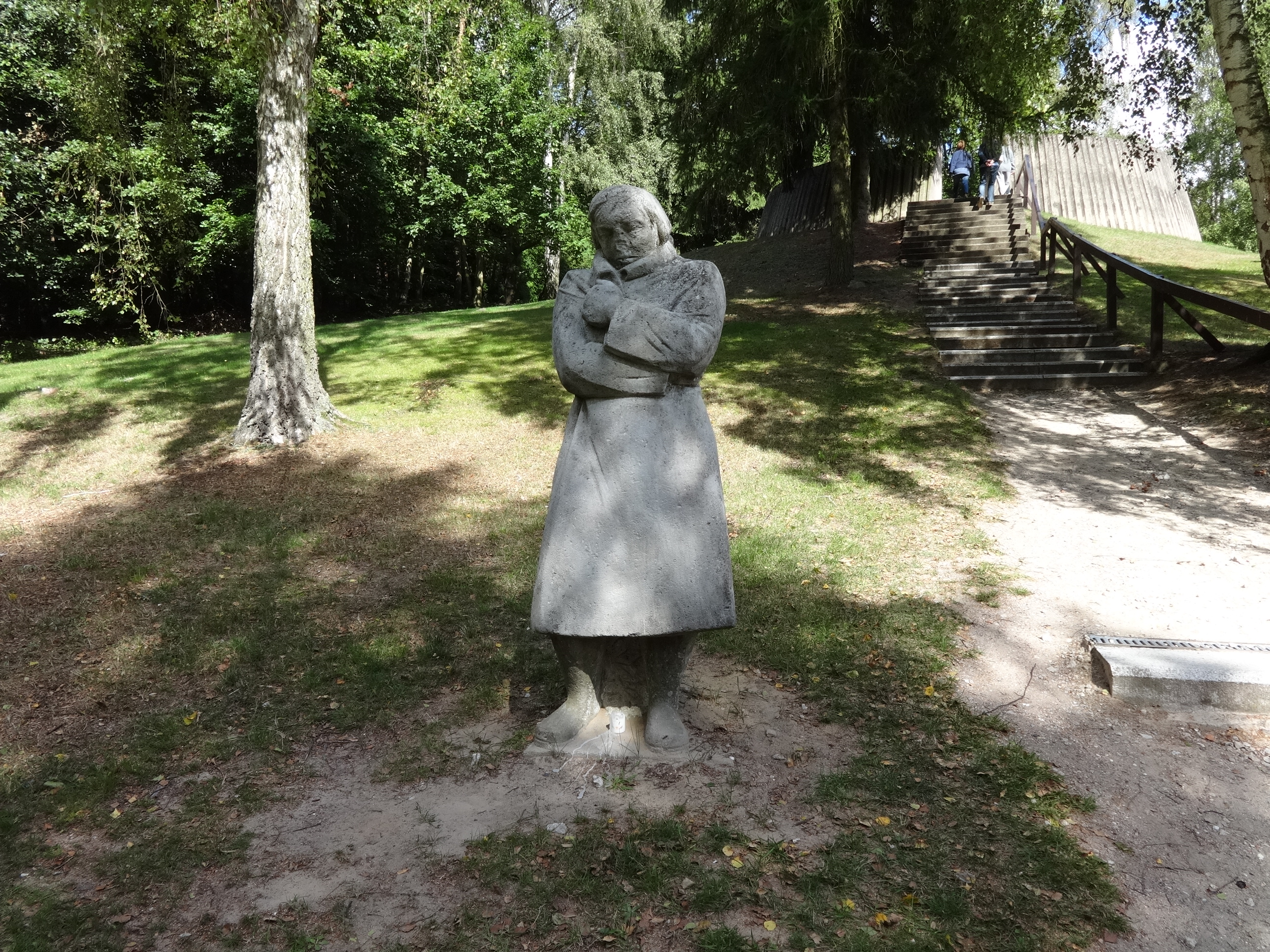
Steinskulptur von Rudolf Leptien auf dem Golm (Usedom)

Rudolf Leptien (* 22. September 1907 in Kiel; † 7. September 1977 in Iggensbach) war ein deutscher Bildhauer und Plastiker.

## Leben
Nach einer Ausbildung von 1923 bis 1928 an der Technischen und kunstgewerblichen Fachschule in Kiel absolvierte Leptien Ende der 1920er Jahre ein Studium an der Kunstakademie Berlin und beendete dieses 1935 als Meisterschüler und Rompreis-Stipendiat der Villa Massimo in Rom.
In der Zeit des Nationalsozialismus war Leptien Mitglied der Reichskammer der bildenden Künste. 1934 wurde er mit der Staatspreisprämie ausgezeichnet. 1935 schuf er für die Außenanlagen der Luftkriegsakademie und der Lufttechnischen Akademie der Luftwaffe (heute genutzt vom Gemeinschaftskrankenhaus Havelhöhe) in Berlin-Gatow einen sitzenden weiblichen Akt in Stein. 1937 heiratete er die russlanddeutsche Malerin Tonja Senta Petkiewicz und wurde mit ihr in Kronshagen bei Kiel ansässig, kehrte aber 1939 nach Berlin zurück. 1939 wurde er mit den beiden Werken „Wildenten“ und „Jaguar“ (beides Holz) als beispielhaft in dem Bildband „Junge Bildhauer“ dargestellt. 1941 war er mit der Holzplastik  „Leopard“ auf der Großen Deutschen Kunstausstellung in München vertreten. Für die Ausstellung Junge Kunst im Deutschen Reich im Jahr 1943 schuf er die Holzplastik „Junge spielende Katze“.
Seine bekanntesten Werke fertigte er jedoch erst nach dem Zweiten Weltkrieg.
Von 1942 bis 1953 lebte und arbeitete Leptien in Bansin/Usedom.
Er war 1946 auf der Allgemeinen Deutschen Kunstausstellung und 1949 auf der 2. Deutschen Kunstausstellung in Dresden vertreten. Er war Mitglied des Verband Bildender Künstler der DDR.
Die 1952 von ihm als Auftragswerk für die Kriegsgräberstätte auf dem Golm (Usedom) geschaffene Skulptur „Frau im Soldatenmantel“ (häufig auch „Die Frierende“ genannt) passte seinerzeit nicht ins Konzept der verantwortlichen SED-Funktionäre. Von offizieller Seite wurde hierzu erklärt: „Die nichtvollendete Plastik sagt wenig aus.“ Erst auf Betreiben einer Bürgerinitiative konnte sie im Jahr 1984 dort aufgestellt werden. Die Skulptur erinnert an die vielen Frauen, die nach dem Zweiten Weltkrieg auf ihre Männer warteten und hofften, dass sie den Krieg überlebt haben.
1953 ging Leptien mit seiner Frau nach West-Berlin. Dort gestaltete er im öffentlichen Raum zahlreiche künstlerische Werke, neben Tierplastiken auch Mosaik- und Metallgussarbeiten.

## Werke
- Liegendes Fohlen, Holz, um 1934. Kunsthalle zu Kiel
- Zwei weibliche Akte aus einem Block, Holz, 1945. Stadtgalerie Kiel.
- „Sitzender Fuchs“, Heinsestr. / S-Bhf. Hermsdorf, Berlin-Hermsdorf, 1950er Jahre[9]
- „Vogeltränke mit Ente“, Preußenpark, Berlin-Wilmersdorf, 1950er Jahre
- „Schnecke und Seelöwe“, Rixdorfer Str. 126, Berlin-Tempelhof, 1955
- „Pinguine“, Rixdorfer Str. 126, Berlin-Tempelhof, 1958
- „Zwei Heidschnucken und ein lauernder Fuchs“, Volkspark Hasenheide, Berlin-Neukölln, 1958
- „Brunnen mit zwei Pinguinen“, Wenckebachstr. 23, Berlin-Tempelhof, 1959
- „Lauernder Fuchs“, Alt—Wittenau 6, Berlin-Wittenau, 1959
- „Lauernder Hase“ (Spielplastik), Am Nordgraben, Berlin-Reinickendorf, 1959
- „Drei Reliefplatten mit Turnern“, Schulenburgring 7, Berlin-Tempelhof, 1960[10]
- „Wasserspiele Kaufmitte“, Siemensdamm 43/44 (Kaufcentrum Siemensstadt), Berlin-Siemensstadt, 1961 (1976 entfernt)[11]
- „Zwei Delphine“ (Spielplastik), Leopoldplatz, Berlin-Wedding, 1963 (entfernt?)
- „Sieben Tierskulpturen“, Richardplatz / Karl-Marx-Platz 19/23, Berlin-Neukölln, 1969[12]

Rudolf Leptien wird von Mortimer G. Davidson in eine Reihe mit anderen bedeutenden Bildhauern und Künstlern seiner Zeit, wie Max Bernuth, Fritz Behn, Wilhelm Krieger, Fritz Wrampe und Max Esser gestellt.